# Chameleon (Michela Pace-sang)
"Chameleon " er en sang af den maltesiske sanger Michela Pace. Det blev valgt af PBS (Malta) til at repræsentere Malta i Eurovision Song Contest 2019 i Tel Aviv, Israel. Sangen blev afsløret den 10. marts 2019, sammen med musikvideoen, mens dens officielle udgivelse var den 4. april 2019. Sangeren blev valgt til at repræsentere sit land ved Eurovision Song Contest 2019 ved at vinde den første udgave af X Factor Malta. Denne sang blev tildelt til sangeren efter at TV-showet var ophørt.